# Hyalophora heyeri
Hyalophora heyeri är en fjärilsart som beskrevs av Tutt 1901. Hyalophora heyeri ingår i släktet Hyalophora och familjen påfågelsspinnare. Inga underarter finns listade i Catalogue of Life.